# スプートニクの恋人
『スプートニクの恋人』（スプートニクのこいびと）は、村上春樹の長編小説。

## 概要
1999年4月20日、講談社より刊行された。表紙の絵はEMI。装丁は坂川栄治。2001年4月13日、講談社文庫として文庫化された。
この小説は村上自身が語るように、彼の文体の総決算として、あるいは総合的実験の場として一部機能している。作中の「理解というものは、つねに誤解の総体に過ぎない」 という言葉（本文ゴシック体）は、同じ年に発表された短編「かえるくん、東京を救う」にも登場する。村上自身ホームページで、「理解とは誤解の総和である、というのが僕の基本的な考え方です」 と述べているため、作者の世界観がここに現れていると見ることも可能である。
本書の原型となった作品として、1991年に発表された短編小説「人喰い猫」（『村上春樹全作品 1979～1989』第8巻所収）が挙げられる。
扉にはスプートニク計画の概要が書き記されている。出典は『クロニック世界全史』（講談社、1994年5月30日、樺山紘一編）。
『CD-ROM版村上朝日堂 スメルジャコフ対織田信長家臣団』（朝日新聞社、2001年4月）に、本書に関する読者からの手紙232通が「特別フォーラム」という形で収録されている。

## あらすじ
22歳の春にすみれは生まれて初めて恋に落ちた。恋に落ちた相手はすみれより17歳年上で、既婚者で、さらにつけ加えるなら、女性だった。相手の女性の愛称は「ミュウ」といった。小学校の教師である「ぼく」は大学在籍中にすみれと知り合い、以来すみれに恋をしていた。「ぼく」にとって長いあいだすみれしか存在しないのも同じだった。
小説家になる以外に自分の進むべき道はないと考えていたすみれだが、貿易会社を営むミュウの下で働くこととなる。
8月はじめ、「ぼく」はローマの消印のあるすみれからの手紙を受け取り、ミュウとすみれが仕事でヨーロッパに渡っていることを知る。それからしばらくしてミュウから国際電話が入り、一刻も早くここに来られないかと言われる。「ここ」とはロードス島の近くにあるギリシャの小さな島だった。
「ぼく」はギリシャの島のコテージでディスクを見つけ、すみれの書いた文書を読む。
その夜「ぼく」は音楽の音で目がさめる。音楽はどうやら山頂のほうから聞こえてくるようだった。音楽の聞こえる方に向かって歩き、頂上から空を見上げると、月は驚くほど間近に荒々しく見えた。月の光はミュウに自らのもうひとつの姿を目撃させた。それはすみれの猫をどこかに連れ去った。それはすみれの姿を消した。それは存在するはずのない音楽をかなで、「ぼく」をここに運んできた。

## 登場人物
ぼく（K）
この物語の語り手。12月9日生まれ。24歳。東京都杉並区で生まれ、千葉県の津田沼で育つ。東京都内の私立大学へ進学、歴史学を修めた後、小学校教師となる。具体的な名前は本文中には記述されていないが、すみれの書いた文章中では「K」と記述されている。
すみれ
11月7日生まれ。22歳。神奈川県茅ヶ崎市生まれ。神奈川の公立高校卒業後、｢ぼく｣のいる大学へ進学するも、大学の雰囲気に失望し（後で『きゅうりのヘタ』と表現される）、二年生のときに小説家になるために自主退学。以後、父親と義母からの28歳までという期限付きの仕送りと、アルバイトで稼いだ いくらかの収入を合わせて吉祥寺で一人暮らしをしている。ヘビースモーカーで煙草の銘柄はマルボロ。性格は｢ぼく｣に言わせると「救いがたいロマンチストであり、頑迷でシニカルで、よく表現して世間知らず」。
ミュウ
39歳。日本生まれの日本育ちだが、国籍は韓国籍。ピアニストを志しフランスの音楽院に留学するが、ある事件がきっかけでピアノを弾かなくなる。父親の死亡をきっかけに帰国、家業である海産物関連の貿易会社を継ぐ。現在は本業のほとんどを夫と弟にまかせ、自らはワインの輸入、音楽関係のアレンジメントに専念している。「ミュウ」は愛称で、本名は本文中には記述されていない。愛車は12気筒の濃紺のジャガー。
すみれの父
横浜市内で歯科医院を経営する歯科医師。美しい鼻をもつ好男子で、横浜とその周辺に住む歯に何らかの障害を抱えた女性たちの間で、神話的な人気を持つ。
にんじん
本名は仁村晋一。「ぼく」が担任を務める教室の一生徒。顔が細長く、髪がちぢれていることから「にんじん」とあだ名されている。大人しくて、無口。物語の終盤で、ある事件を引き起こす。
「ガールフレンド」
「にんじん」の母親。トヨタ・セリカに乗り、「ぼく」と数回関係を持つ。夫は不動産屋経営。

## 登場する文化・風俗等
| ジャック・ケルアック                   | アメリカの小説家、詩人。最初にミュウに会った頃、すみれは「いつも上着のポケットに『オン・ザ・ロード』か『ロンサム・トラヴェラー』をつっこんで、暇があればページをくっていた」。                                                                   |
| ラパッロ条約                           | 1922年にイタリアのラパッロ（Rapallo）においてドイツとソビエト連邦との間で成立した条約。ミュウは「ラッパロ条約」とすみれに向かって言うが、正確には「ラパッロ」もしくは「ラパロ」である。                                                          |
| バナナ・ダイキリ                       | カクテルの種類の一つ。 すみれはバナナ・ダイキリを5杯飲んで酔っぱらい、「わたしには性欲というものがよく理解できないの」と「ぼく」にうちあける。                                                                                                   |
| グレゴリー・ペック                     | アメリカの映画俳優。すみれの父親を「ぼく」は、「非常にハンサムな人で、とくに鼻筋は『白い恐怖』の頃のグレゴリー・ペックを髣髴とさせた」と表現する。『白い恐怖』はアルフレッド・ヒッチコックが監督した1945年公開のアメリカ映画。                   |
| パワーブック                           | Appleがかつて製造・販売していたノートパソコン。すみれが使用するPCとして登場する。 |
| 「すみれ」                             | エリーザベト・シュヴァルツコップ歌、ヴァルター・ギーゼキングピアノ伴奏の「すみれ」を、子供時代のすみれは繰り返し聴く。 |
| アストラッド・ジルベルト               | ブラジル出身のボサノヴァ歌手。すみれと「ぼく」が入るなじみの喫茶店でジルベルトの歌う "(Take Me to) Aruanda" がかかる。 |
| ミッソーニ                             | イタリアのアパレルメーカー。ミッソーニのデザインしたビニールのスポーツ・バッグが、ミュウの持ち物として登場する。 |
| 『エヴゲーニイ・オネーギン』           | アレクサンドル・プーシキンの韻文小説。「諸国の歴史の出来事の／うずたかい塵の山など／あさる気はなかったけれど」という言葉が引用されている。 |
| ジャン＝リュック・ゴダール             | フランスの映画監督。すみれの声が「ジャン・リュック・ゴダールの古い白黒映画の台詞みたいに」聞こえた、という箇所がある。 |
| 「マック・ザ・ナイフ」                 | ベルトルト・ブレヒトの戯曲『三文オペラ』の劇中歌。1959年にボビー・ダーリンが歌って全米1位を記録した。 「君のいないぼくの生活は、『マック・ザ・ナイフ』の入っていない『ベスト・オブ・ボビー・ダーリン』みたいなものだ」と「ぼく」はすみれに言う。 |
| グルーチョ・マルクス                   | アメリカの喜劇役者。グルーチョが言ったという台詞「彼女はわたしに激しく恋をしていて、おかげで前後の見境がつかなくなっている。それが彼女がわたしに恋をした理由だ！」を「ぼく」は会話の中で引用する。                                               |
| フランツ・リスト 「ピアノ協奏曲第1番」 | ローマですみれとミュウはコンサートに行く。そこでマルタ・アルゲリッチピアノ、ジュゼッペ・シノーポリ指揮の同曲を鑑賞する。 |
| ジュリアス・カッチェン                 | 米国のピアニスト。ギリシャのコテージでミュウとすみれは、カッチェンの演奏するブラームスの「バラード」を聴く。 |
| 『ラ・ボエーム』                       | ジャコモ・プッチーニ作曲のオペラ。 |
| 『007 ロシアより愛をこめて』           | 1963年公開のイギリス映画。「ぼく」はすみれに向かって「そんなことをしていたら、まるで『ロシアより愛をこめて』に出てきたロッテ・レーニャみたいに見えるよ」と諭す。                                                                                 |
| 『ワイルドバンチ』                     | 1969年公開のアメリカ映画。サム・ペキンパー監督。出演者のアーネスト・ボーグナインがインタビューで答えた言葉をすみれが引用する。 |

## 翻訳
| 翻訳言語        | 翻訳者                          | 発行日              | 発行元                                                     |
| --------------- | ------------------------------- | ------------------- | ---------------------------------------------------------- |
| 英語            | フィリップ・ガブリエル          | 2001年4月           | Knopf（米国）                                              |
| 英語            | フィリップ・ガブリエル          | 2001年              | Harvill Press（英国）                                      |
| フランス語      | Corinne Atlan                   | 2003年2月6日        | Belfond                                                    |
| ドイツ語        | Ursula Gräfe                    | 2002年              | DuMont Buchverlag Gmbh                                     |
| イタリア語      | ジョルジョ・アミトラーノ        | 2001年              | Einaudi                                                    |
| スペイン語      | Lourdes Porta, Junichi Matsuura | 2002年              | Tusquets Editores                                          |
| ポルトガル語    | Maria João Lourenço             | 2005年              | Casa das Letras （ポルトガル）                             |
| ポルトガル語    | Ana Luiza Dantas Borges         | 2003年 2008年9月5日 | Objetiva（ブラジル、2003年） Alfaguara（ブラジル、2008年） |
| オランダ語      | Elbrich Fennema                 | 2004年              | Atlas                                                      |
| デンマーク語    | Mette Holm                      | 2004年              | Klim                                                       |
| ノルウェー語    | Magne Tørring                   | 2010年              | Pax forlag                                                 |
| フィンランド語  | Ilkka Malinen                   | 2003年              | Tammi                                                      |
| アイスランド語  | Uggi Jónsson                    | 2003年              | Bjartur                                                    |
| ポーランド語    | Aldona Możdżyńska               | 2003年              | Wydawnictwo MUZA SA                                        |
| チェコ語        | Tomáš Jurkovič                  | 2009年              | Odeon                                                      |
| ハンガリー語    | Komáromy Rudolf                 | 2006年              | Geopen Könyvkiadó                                          |
| スロベニア語    | Majda Kompare                   | 2004年              | Mladinska knjiga                                           |
| セルビア語      | Divna Tomić                     | 2004年              | Geopoetika                                                 |
| ブルガリア語    | Людмил Люцканов                 | 2005年12月15日      | Colibri                                                    |
| ギリシア語      | Λεωνίδας Καρατζάς               | 2008年              | Ωκεανίδα                                                   |
| ロシア語        | Наталья Куникова                | 2005年              | Eksmo                                                      |
| 中国語 (繁体字) | 頼明珠                          | 1999年12月1日       | 時報文化                                                   |
| 中国語 (簡体字) | 林少華                          | 2001年              | 上海訳文出版社                                             |
| 韓国語          | イ・ジョンファン                | 1999年6月30日       | 自由文学社                                                 |
| 韓国語          | 任洪彬（イム・ホンビン）        | 2010年3月30日       | 文学思想社                                                 |
| ベトナム語      | Ngân Xuyên                      | 2008年              | Nhã Nam                                                    |